# Bisphenol FL
Bisphenol FL ist eine chemische Verbindung aus der Gruppe der Bisphenole.

## Gewinnung und Darstellung
Bisphenol FL wird durch Reaktion von Fluorenon und 2-Phenoxyethanol in Gegenwart einer Heteropolysäure dargestellt.

## Verwendung
Bisphenol FL ist ein Ersatzstoff für Bisphenol A und wird in großem Umfang als Weichmacher für Polycarbonat und Epoxidharze verwendet.
Die Reaktion von Bisphenol FL mit Phthalsäurechloriden liefert ein Polymer aus der Familie der Polyarylate.

## Toxikologie
2017 stellten chinesische Forscher bei Bisphenol FL eine antiöstrogene Wirkung fest. Es wurde in sehr geringen Mengen (bis zu 81,47 ng·l−1) aus Polycarbonattrinkflaschen freigesetzt.